# Лусій Квієт
Лусій Квієт (*Lusius Quietus, бл. 70 —118) — військовий та державний діяч часів Римської імперії.

## Життєпис
Походив з родини вождя племені гетулів, що межувало з провінцією Тінгтинська Мавретанія. Батько Квієта був союзником імперії, отримавши за правління імператора Клавдія римське громадянство. Розпочав службу у римській армії як голова ауксиляріїв (частини мавретанської кінноти).
За правління Траяна звитяжив у двох військових кампаніях з підкорення Дакії у 101–102 та 105–106 роках. Саме ала під головуванням Квієта захопила онуків царя даків Децебала. За свою відвагу Квієта зображено на колонні Траяна. У 114–116 роках був учасником війни проти Парфії. Особливо відзначився під час захоплення міст Нісібіс та Едеса та захопленні Осроени. У 117 році придушив повстання юдеїв в Месопотамії. За наказом Траяна у 117 році отримав консульство та увійшов до сенату. Після цього війська на чолі із Квієтом спрямували на придушення повстання юдеїв у Сирії та Палестині, був на посаді імператорського легата-пропретора.
У 118 році Квієта було звинувачено префектом преторія Публієм Ацилієм Аттіаном у змові проти імператора Адріана. Втім це було лише приводом для винесення вироку проти Квієта, який виступав проти політики Адріана, котрий не бажав зберігати контроль над Меспотамією та Вірменією. В результаті Квієта було таємно страчено.